# Marion (Alabama)
Marion − miasto w południowo-wschodniej części Stanów Zjednoczonych, w Alabamie, stolica hrabstwa Perry.

## Demografia
- Liczba ludności: 2734 (2023)[1]
- Gęstość zaludnienia: 98,7 os./km² (2023)
- Powierzchnia: 27,7 km² (2023)

Według spisu dokonanego w 2010 roku przez United States Census Bureau miasto zamieszkiwało 3 686 mieszkańców. Było tam 1 184 gospodarstw domowych, które zamieszkiwało 819 rodzin. Gęstość zaludnienia wynosiła wtedy 128,1 os./km². W mieście wybudowanych było 1 418 domów (ich gęstość to 51,7 domu/km²).
Podział mieszkańców według ras (stan na 2000 rok):
- 63,90% − Afroamerykanie
- 32,90% − Biali
- 0,26% - rdzenni Amerykanie
- 0,09% − Azjaci
- 0,09% − z wysp Pacyfiku
- 0,26% − inne rasy
- 0,60% − z dwóch lub więcej ras
- 1,90% − Hiszpanie lub Latynosi